# Cinema Paradiso
Cinema Paradiso je talijanski film iz 1988. sa Salvatoreom Cascioom, Jacquesom Perrinom i Philippom Noiretom u glavnim ulogama. Scenarist i redatelj filma je Giuseppe Tornatore. Film je nagrađen s više nagrada, između ostalih na Filmskom festivalu u Cannesu a dobio je i Oscara za najbolji strani film. U lipnju 2013. film je bio na 73 mjestu IMdb ljestvice 250 najboljih filmova.
Film je prvobitno prikazan u verziji dugoj 155 minute, ali kasnije je skraćen na 123 minute kako bi se prilagodio internacionalnoj premijeri. Od početka je doživio uspjeh i proricano mu je da će postati jedan od klasičnih filmova. Kasnije je izdana i 174 minute duga tzv. director`s-cut verzija.
Glazbu za film je skladao Ennio Morricone zajedno sa svojim sinom Andreom Morricone. Računa se da je s ovim filmom završena kriza talijanskog filma koja je započela krajem 1970-ih godina.

## Radnja
Film Cinema Paradiso govori o dječaku Salvatoreu Di Viti, s nadimkom Toto. Film počinje retrospektivno kada je Salvatore već odrasla osoba i govori o crticama iz svog djetinjstva. Toto je vrlo zainteresiran za film i kino. Postaje dobar prijatelj s Alfredom koji radi kao tehničar i koji pušta filmove u lokalnom kinu. 
Jedno večer tijekom prikazivanja filma dolazi do nesreće. Cijelo kino je izgorjelo. Alfredo je pokušao zaustaviti požar ali mu to nije uspjelo. Petogodišnji dječak Toto utrčao je u požarom zahvaćeno kino i spasao život Alfredu. Zbog posljedica požara Alfredo ostaje slijep i Toto preuzima njegov posao. U srednjoj školi Salvatore upoznaje djevojku Elenu u koju se zaljubljuje i bori za njenu ljubav. Na žalost, Elenin otac je protiv njihove ljubavi jer želi kćerku udati za prijateljevog sina. Nedugo zatim Toto seli u Rim.
Poslije 30 godina majka mu telefonski javlja da je Alfredo preminuo i on se vraća u grad u kojem je proveo djetinjstvo. Susreće rodbinu, Elenu i njenu kćerku, koja izgleda baš kao Elena kada je bila mlada.
Film završava kada Toto dobiva nasljeđe od Alfreda u vidu isječenih klipovima koje je crkva cenzurirala tijekom godina koje je Alfredo proveo na svom poslu, i kada još jednom proživljava cijelo djetinjstvo.
Film je također postmodernistička nostalgična počast kinu kao instituciji.